# Dmitrij Żymierin
Dmitrij Gieorgijewicz Żymierin (ros. Дми́трий Гео́ргиевич Жиме́рин, ur. 12 października?/25 października 1906 we wsi Dubki w guberni tulskiej, zm. 15 maja 1995 w Moskwie) – radziecki polityk, ludowy komisarz/minister elektrowni ZSRR (1942–1953).
W latach 1924–1926 elektromonter, od 1928 w WKP(b), w 1931 ukończył Moskiewski Instytut Energetyczny, na którym później był pracownikiem naukowym i kierownikiem wydziału, 1934 odbył służbę w Armii Czerwonej, 1935–1937 starszy inżynier i kierownik warsztatu w truście Ludowego Komisariatu Przemysłu Ciężkiego ZSRR, od 1940 I zastępca ludowego komisarza, a od stycznia 1942 do marca 1953 ludowy komisarz/minister elektrowni ZSRR. W 1953 I zastępca ministra elektrowni i przemysłu elektrycznego ZSRR, w latach 1953–1955 I zastępca przewodniczącego Biura ds. Elektroenergetyki i Przemysłu Leśnego i Chemicznego przy Radzie Ministrów ZSRR, 1955–1957 I zastępca przewodniczącego Państwowej Komisji Planowania (Gosplanu) ZSRR, 1957–1958 zastępca przewodniczącego Gosplanu Rosyjskiej FSRR – minister Rosyjskiej FSRR, od 1958 na emeryturze, 1970–1982 I zastępca przewodniczącego Państwowego Komitetu ds. Nauki i Techniki ZSRR. Deputowany do Rady Najwyższej ZSRR 2. i 4. kadencji, w latach 1952–1961 zastępca członka KC KPZR. Pochowany na Cmentarzu Nowodziewiczym.

## Odznaczenia i nagrody
- Order Lenina (czterokrotnie)
- Order Rewolucji Październikowej
- Order Czerwonego Sztandaru Pracy (dwukrotnie)
- Order „Znak Honoru”
- Nagroda Państwowa ZSRR